# Потврђивање у два корака
Потврђивање у два корака (енгл. Two-step verification) је мултифакторска двостепена сигурносна опција провере приликом приступања корсничким рачунима. Ова метода се показала имуном на методе поновљеног упада (тзв. „риплеј“ напада), нападе преко посредника, као и друге претње по сигурност налога.
Неки од добављача ове услуге су YubiKey, Google Authenticator, Toopher, Duo Security итд. Ова врста заштите може се применити на високо посећеним сајтовима као што су Фејсбук, сервиси е-поште, Гугл налози и сл. Метода функционише тако што након уобичајеног система провере лозинком, следи метод провере сигурносним кôдом којем се може приступити преко нпр. Гуглове или Еплове платформе уз претходно очитан бар-кôд, или путем СМС поруке.